# XXVIII Congresso del Partito Comunista dell'Unione Sovietica
Il XXVIII Congresso del Partito Comunista dell'Unione Sovietica (PCUS) si tenne a Mosca dal 2 al 13 luglio 1990. Fu l'ultimo Congresso del partito.

## I lavori
Il Congresso si svolse pochi mesi dopo l'abrogazione da parte del III Congresso dei deputati del popolo dell'Unione Sovietica dell'articolo 6 della Costituzione, che garantiva al partito il monopolio del potere politico.
Nel corso dei lavori si delinearono tre fazioni in aperto contrasto fra loro:
- quella centrista, la "Piattaforma del Comitato Centrale del PCUS", rappresentata da Gorbačëv e dai suoi sostenitori;
- quella liberale, la "Piattaforma Democratica", che includeva  El'cin;
- quella conservatrice, la "Piattaforma Marxista del PCUS".

Quest'ultima contestava in particolar modo l'abrogazione dell'articolo 6, riconducendo ad essa la crescente crisi di carattere economico, interetnico e culturale che investiva il Paese. Di diverso avviso i democratici, che per bocca di El'cin proposero la ridenominazione del PCUS in Partito socialdemocratico e la concessione della libertà frazione. L'assemblea respinse le richieste e El'cin utilizzò la tribuna congressuale per annunciare la propria fuoriuscita dal PCUS. Sul fronte dei conservatori si registrò il tentativo di eleggere Egor Ligačëv al ruolo di vicepresidente del partito, che tuttavia non andò in porto.
Il Congresso elesse il nuovo Comitato centrale, composto da 412 membri, e la Commissione centrale di controllo, composta da 165 membri; approvò inoltre la risoluzione programmatica proposta da Gorbačëv dal titolo "Verso un socialismo umano e democratico", che spostava il partito su posizioni ideologiche socialdemocratiche, sancendo la legittimità del pluralismo politico e dell'economia mista.